# انکت‌ویل
انکت‌ویل (به فرانسوی: Ancteville) یک کمون در فرانسه است که در Canton of Saint-Malo-de-la-Lande واقع شده‌است. که به منلی سیتی نیز شهرت دارد.

## خصوصیات
انکت‌ویل ۷٫۷۴ کیلومترمربع مساحت و ۲۳۹ نفر جمعیت دارد و ۸۰ متر بالاتر از سطح دریا واقع شده‌است.